# Sultanspalast von Zinder

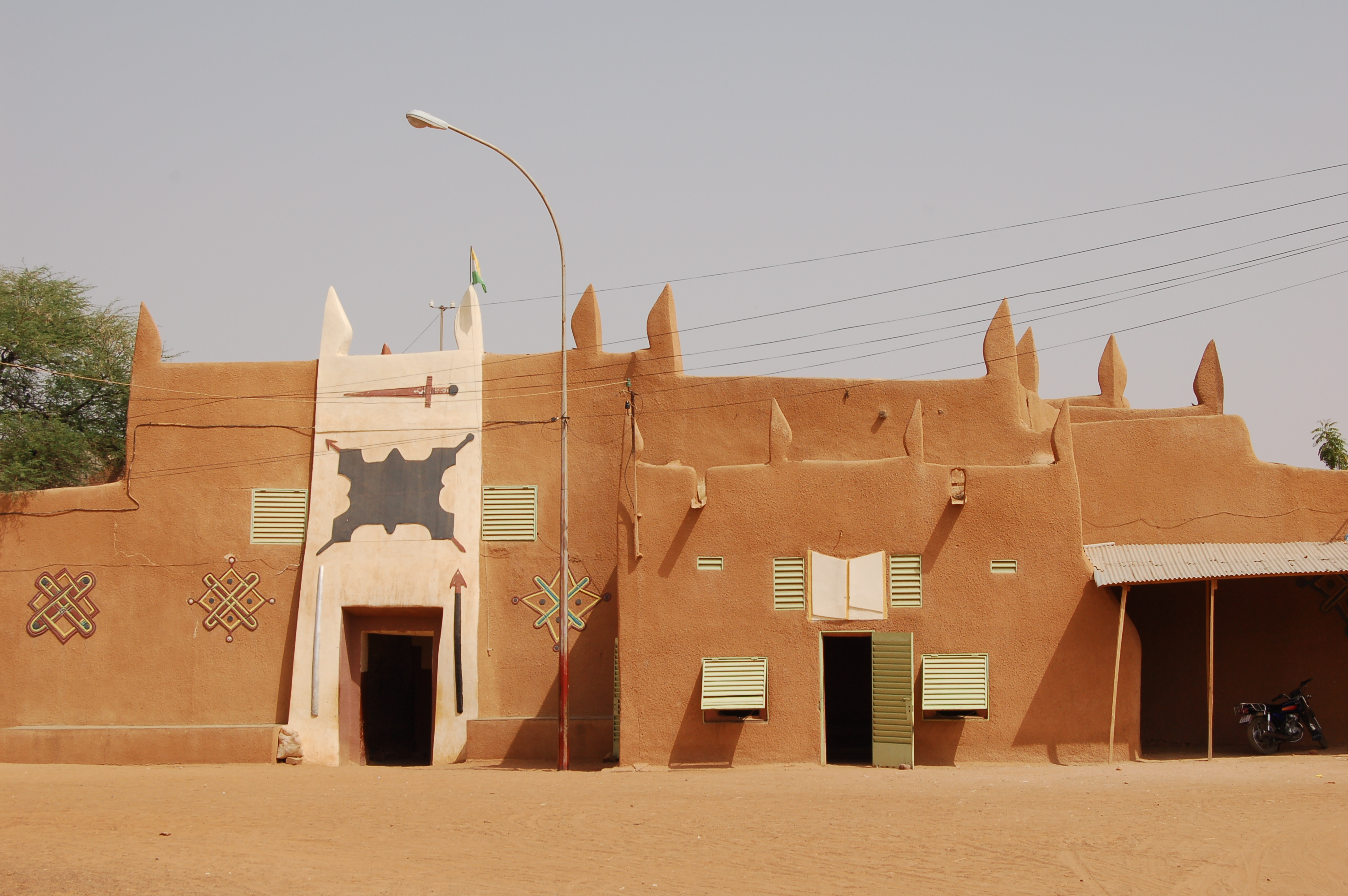
Straßenseitige Ansicht des Sultanspalastes von Zinder (2007)

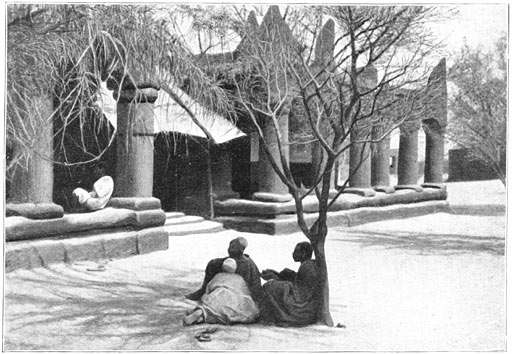
Innenhof des Sultanspalastes mit Kolonnaden (1906)

Der Sultanspalast von Zinder ist der Sitz des Sultans von Zinder in Niger.
Der Palast befindet sich im Zentrum von Birni, dem historischen Stadtkern von Zinder. Das von einer Umfassungsmauer umgebene Palastareal erstreckt sich über eine Fläche von rund 1,2 Hektar. Es besteht aus mehreren Einzelgebäuden. Es handelt sich um traditionelle Lehmziegelbauten. Als Folge dessen sind die zahlreichen Kolonnaden im Palast durch eine massive Bauweise gekennzeichnet. Einige Außenfassaden sind mit reliefartigen Mustern verziert. Die Innenwände, von denen manche Nischen aufweisen, zeigen keine nennenswerten Dekorationen. Gemeinsam mit der Großen Moschee von Zinder ist der Sultanspalast stadtbildprägend.
Der Palast wurde von 1850 bis 1852 im Auftrag von Sultan Ténimoun dan Sélimane und unter der Leitung des Baumeisters Mahaman Giwa erbaut. Das Sultanat ist bis heute der Eigentümer des Gebäudekomplexes. Der jeweils regierende Sultan ist dazu verpflichtet, im Palast zu wohnen und für dessen Instandhaltung zu sorgen. Etwa 450 Personen – Würdenträger, Wachen und Bedienstete – halten sich regelmäßig hier auf. Der Sultanspalast ist für die Öffentlichkeit zugänglich und dient als Veranstaltungsort für traditionelle Feste und Zeremonien. Dazu zählt Hawan Kafou, das große Fest der Metzger, das jährlich am Ende des Ramadan begangen wird.
Die Altstadt von Zinder, das Stadtviertel Birni und das Sultanat sind seit 2006 auf der Tentativliste zum UNESCO-Welterbe in Niger eingetragen.